# Mila londyńska
Mila londyńska – pozaukładowa jednostka odległości, aktualnie niestosowana.
1 Mila londyńska = 5000 stóp = 1524 metry